# 남원경찰서
남원경찰서(南原警察署, Namwon Police Station)는 전북특별자치도경찰청이 관할하는 경찰서 중 하나이다. 전북특별자치도 남원시 일대를 관할한다. 전북특별자치도 남원시 교룡로 185에 위치하고 있다.
서장은 총경으로 보한다.

## 기본 정보
- 주소: 전북특별자치도 남원시 교룡로 185
- 우편번호: 55742

## 관할 파출소 및 지구대
| 명칭       | 사진 | 주소               | 관할구역                                          | 치안센터                               |
| ---------- | ---- | ------------------ | ------------------------------------------------- | -------------------------------------- |
| 중앙지구대 |      | 충정로 43          | 동충동, 향교동, 금동, 왕정동, 죽항동, 도통동 일부 | 동충치안센터 천거치안센터 신정치안센터 |
| 도통지구대 |      | 요천로 1812        | 도통동 일부, 노암동                               |                                        |
| 사매파출소 |      | 사매면 덕오로 100  | 사매면                                            |                                        |
| 보절파출소 |      | 보절면 신흥2길 11  | 보절면                                            |                                        |
| 금지파출소 |      | 금지면 요천로 521  | 금지면                                            |                                        |
| 송동파출소 |      | 송동면 송기길 58   | 송동면                                            |                                        |
| 인월파출소 |      | 인월면 인월로 56   | 인월면                                            |                                        |
| 산내파출소 |      | 산내면 대정길 119  | 산내면                                            |                                        |
| 아영파출소 |      | 아영면 아백로 363  | 아영면                                            |                                        |
| 대산파출소 |      | 대산면 운교1길 22  | 대산면                                            |                                        |
| 덕과파출소 |      | 덕과면 덕과로 4    | 덕과면                                            |                                        |
| 이백파출소 |      | 이백면 과리길 7    | 이백면                                            |                                        |
| 주천파출소 |      | 주천면 정령치로 93 | 주천면                                            |                                        |
| 산동파출소 |      | 산동면 요천로 2917 | 산동면                                            |                                        |
| 주생파출소 |      | 주생면 요천로 823  | 주생면                                            |                                        |
| 수지파출소 |      | 수지면 고주로 620  | 수지면                                            |                                        |